# Église Saint-Privat de Reilhac
Pour les articles homonymes, voir église Saint-Privat.
L'église Saint-Privat de Reilhac est une église située sur la commune française de Mazeyrat-d'Allier dans le département de la Haute-Loire.

## Situation
Le monument est édifié au lieu-dit Reilhac, dans l'ancienne région de l'Auvergne et dans le canton du Pays de Lafayette.

## Histoire
C’est une église de style roman campagnard qui faisait partie du monastère bénédictin construit à la fin du XIe siècle. Il est attaché à la Chaise-Dieu et, selon la tradition, a servi de refuge aux moines fatigués. Le prieuré Saint-Privat de Reilhac était la plus ancienne possession de l'Ordre de Cluny. La chapelle constitue le dernier élément de l'ancien couvent. Remaniée au XVe siècle puis agrandie par des bâtiments annexes, elle a été finalement restaurée en 1998,. Elle fait office d'église paroissiale, depuis que celle-ci fut emportée par les inondations de mai-juin 1700.
L'église de Reilhac est inscrite au titre des monuments historiques par arrêté du 23 septembre 1949.

## Description

### Architecture
La partie agrandie de l'église est un bâtiment appelé "la Grange aux dîmes". L'église est composée d'une nef avec une travée, et la croisée couverte d'une coupole sur trompes est précédée par la travée des transepts. La partie saillante en demi-cercle du bâtiment est un cul-de-four formant le chœur. À l’extérieur se trouve un clocher avec un toit constitué de deux versants inclinés qui forment les côtés de l’édifice.

### Patrimoine mobilier
- Statue de saint Eutrope : réalisée au 1er quart du XIXe siècle, elle est faite en bois taillé polychrome et doré[5] ;
- Statue de saint Privat ;
- Autel : en bois doré, des XVIIe siècle et XVIIIe siècle ;
- Burettes et leur plateau : plateau, pieds, anses, couvercles et cerclages des burettes en cuivre doré, flacons en verre ou en cristal ;
- Tableau et son cadre Saint Eutrope et saint Privat : peinture à l'huile du XVIIIe siècle ;
- Tableau et son cadre Vierge du rosaire avec saint Jean-Baptiste et saint Privat : peinture à l'huile du XVIIIe siècle ;
- Ostensoir, lunule et boîte d'ostensoir : en argent et datant de 1863 ;
- Baiser de paix : en bronze doré, du XIXe siècle.